# René Weiler
René Weiler (Winterthur, 13 september 1973) is een Zwitserse voetbalcoach en voormalig voetballer.

## Spelerscarrière
René Weiler debuteerde in het seizoen 1990/91 in het eerste elftal van FC Winterthur, de club uit zijn geboortestad. Een seizoen later groeide hij uit tot een vaste waarde in de verdediging. In het seizoen 1992/93 was hij bij Winterthur een ploeggenoot van Joachim Löw. In 1993 versierde Weiler een transfer naar landskampioen FC Aarau. Daar speelde hij zich in de kijker van onder meer bekerwinnaar Grasshopper Zürich, dat bereid was om een grote transfersom te betalen. Weiler koos uiteindelijk voor landskampioen Servette FC, omdat hij daar de kans kreeg om een nieuwe cultuur en taal (Frans) te ontdekken.
In 1996 maakte Weiler de overstap naar de Zwitserse subtopper FC Zürich. Bij die club speelde hij zich in de kijker van de nationale ploeg. Na twee seizoenen keerde hij terug naar Winterthur, waar hij in mei 2000 een punt achter zijn spelerscarrière zette wegens een knieblessure.

## Statistieken
| Seizoen | Club          | Land                 | Competitie       | Duels | Goals |
| ------- | ------------- | -------------------- | ---------------- | ----- | ----- |
| 1990/91 | FC Winterthur | Vlag van Zwitserland | Challenge League | 9     | 0     |
| 1991/92 | FC Winterthur | Vlag van Zwitserland | Challenge League | 26    | 2     |
| 1992/93 | FC Winterthur | Vlag van Zwitserland | Challenge League | 36    | 2     |
| 1993/94 | FC Aarau      | Vlag van Zwitserland | Super League     | 36    | 2     |
| 1994/95 | Servette FC   | Vlag van Zwitserland | Super League     | 14    | 0     |
| 1995/96 | Servette FC   | Vlag van Zwitserland | Super League     | 27    | 0     |
| 1996/97 | FC Zürich     | Vlag van Zwitserland | Super League     | 25    | 4     |
| 1997/98 | FC Zürich     | Vlag van Zwitserland | Super League     | 10    | 0     |
| 1998/99 | FC Winterthur | Vlag van Zwitserland | Promotion League |       |       |
| 1999/00 | FC Winterthur | Vlag van Zwitserland | Challenge League | 25    | 2     |
| 2000/01 | FC Winterthur | Vlag van Zwitserland | Challenge League | 2     | 0     |
| TOTAAL  | TOTAAL        | TOTAAL               | TOTAAL           | 210   | 12    |

## Nationale ploeg
Op 10 februari 1997 speelde Weiler zijn enige interland voor het Zwitsers voetbalelftal. Hij mocht toen van bondscoach Rolf Fringer meespelen tegen Rusland. Het duel werd met 2–1 verloren. Hij viel in dat duel na 55 minuten in voor aanvoerder Murat Yakin. Andere debutanten namens Zwitserland in die wedstrijd waren Andreas Hilfiker, Antonio Esposito en Patrick De Napoli.

## Trainerscarrière

### Beginjaren
Weiler behaalde een masterdiploma in de richting Communicatie, Marketing en Leiderschap.
Op 1 maart 2001 werd Weiler bij Winterthur de assistent van hoofdcoach Walter Grüter. Nadien werd hij jeugdtrainer bij de club en nam hij twee keer als interim-trainer de leiding over bij het eerste elftal.
In 2005 werd hij door FC St. Gallen benoemd als sportief directeur. In april 2005 zat Weiler ook enkele weken als interim-trainer op de bank. Vanaf 2006 werd hij ook trainer van het tweede elftal. In 2008 maakte hij de overstap naar Grasshopper Zürich, waar hij trainer werd van het elftal onder 16 jaar.

### FC Schaffhausen
In 2009 ging Weiler aan de slag als hoofdcoach van FC Schaffhausen. De Zwitserse tweedeklasser eindigde in zijn eerste seizoen in de middenmoot. Een jaar later werd Schaffhausen voorlaatste in het klassement, waardoor de club naar de derde divisie degradeerde. Weiler zelf verliet de club op 14 april 2011, waarna zijn Duitse assistent Michael Klökler tijdelijk hoofdcoach werd.

### FC Aarau
Weiler tekende in april 2011 bij reeksgenoot FC Aarau. Onder zijn leiding werd de club in 2012 vicekampioen in de Challenge League, waardoor hij met zijn team mocht deelnemen aan de play-off om promotie. Aarau moest het in die play-off opnemen tegen FC Sion, de voorlaatste uit de Super League. De heenwedstrijd werd met 3–0 verloren. Hoewel het team van Weiler nadien nog voor eigen publiek met 1–0 won, mocht Aarau niet promoveren.
Een jaar later kende de club meer geluk. Weiler loodste zijn team naar de titel in de Challenge League en promoveerde zo rechtstreeks naar de hoogste afdeling. In het seizoen 2013/14 eindigde Aarau op de voorlaatste plaats in de Super League, waardoor het net aan de degradatie ontsnapte.

### 1. FC Nürnberg
Hoewel Weiler nog een contract had dat hem tot 2015 aan Aarau verbond, besloot hij in 2014 op te stappen. De Zwitser werd vervolgens in de Duitse pers aan de Duitse tweedeklasser 1. FC Nürnberg gelinkt, maar de club koos uiteindelijk voor de Fransman Valérien Ismaël. In november 2014, na het ontslag van Ismaël, werd Weiler alsnog hoofdcoach van Nürnberg. De Duitser Manuel Klökler werd opnieuw zijn assistent.
In zijn eerste seizoen eindigde Nürnberg in de middenmoot van de 2. Bundesliga. Een jaar later loodste hij de club naar de derde plaats in het klassement. Daardoor mocht Nürnberg deelnemen aan de barragewedstrijden om promotie. Weilers elftal nam het daarin op tegen Eintracht Frankfurt, de zestiende uit de Bundesliga. Na een gelijkspel en een nipte nederlaag greep Nürnberg net naast de promotie.

### RSC Anderlecht
Op 20 juni 2016 werd hij officieel voorgesteld als nieuwe hoofdcoach van RSC Anderlecht. Hij werd er de opvolger van Besnik Hasi. Na een moeilijk seizoensbegin pakte hij in zijn eerste seizoen bij Anderlecht meteen de titel. Hij won in het begin van het seizoen 2017-2018 ook de Supercup van België.
Ook werd hij verkozen tot coach van het jaar in de Belgische competitie. Op 18/09/2017, na een gelijkspel tegen KV Kortrijk, nam Weiler ontslag bij Anderlecht als gevolg van een slechte competitiestart en grote onvrede van de supporters.

### FC Luzern
Weiler leek in juni 2018 op weg naar het Saoedische Al-Shabab, maar Weiler zag uiteindelijk toch af van deze opdracht. Op 20 juni 2018 maakte FC Luzern bekend dat Weiler werd aangesteld als nieuwe hoofdcoach. Acht maanden later, op 17 februari 2019, werd Weiler ontslagen.  "De meningen over de kwaliteit van de spelerskern en de verdere ontwikkeling van de ploeg verschilden dusdanig dat een afscheid zich opdrong", liet de club weten. Luzern stond op dat moment zevende in de Super League.

### Al Ahly
Weiler tekende een contract van 2019 tot 2021 bij Al Ahly in Egypte. Daar kroonde hij zich in 2020 op vijf speeldagen van het einde tot kampioen. Met 18 punten voorsprong op rivaal Zamalek. Het team verloor slechts één keer. Toch nam hij twee weken later op 1 oktober ontslag wegens onenigheden met het bestuur.

## Palmares
Als trainer
| Competitie                        | Aantal | Jaren |
| --------------------------------- | ------ | ----- |
| Nationaal                         |        |       |
| Kampioen in de Challenge League   | 1x     | 2013  |
| Kampioen in de Jupiler Pro League | 1x     | 2017  |
| Belgische Supercup                | 1x     | 2017  |
| Individueel                       |        |       |
| Belgisch Trainer van het Jaar     | 1x     | 2017  |